# David Bruce Lellinger
David Bruce Lellinger (Chicago, 1937) es un botánico estadounidense, especialista en helechos, siendo investigador del Instituto Smithsoniano en Washington D. C.. Comenzó a trabajar allí, como estudiante asistente desde 1960 a 1961, y fue contratado a tiempo completo en 1963. Ha sido por algunos años curador de pteridología en esa institución.
Recibió educación superior en la Universidad de Illinois, graduándose en 1958. Obtiene su grado de M.Sc. en la Universidad de Míchigan en 1960, defendiendo su tesis doctoral en 1965 en esa misma casa de estudios.

## Algunas publicaciones
- 1977. Nomenclatural Notes on Some Ferns of Costa Rica, Panama, and Colombia. Am. Fern J. 67: 58-60

### Libros
- Lellinger, David b. The Ferns and Fern-Allies of Costa Rica, Panama, and the Choco (Parte I: Psilotaceae through Dicksoniaceae). Pteridologia 2A: The American Fern Society, Inc. 1989. 364 pp. tapa blanda. ISBN 0-933500-01-7
- ----. A Field Manual of the Ferns & Fern-Allies of the United States & Canada. Fotografías por A. Murray Evans. Smithsonian Institution Press, Washington, DC. 1985. 389 pp. tapa blanda ISBN 0-87474-603-5. tapa dura ISBN 0-87474-602-7l
- ----. Flora of the Guianas, Series B: Ferns and Fern Allies, Fascicle 3: Hymenophyllaceae. Koeltz Scientific Books. 1994. 66pp, b/w il. tapa blanda. ISBN 3-87429-366-1
- King, robert m; paul c Janaske, David bruce Lellinger. 1995. Cassini on Compositae II. Monografías en Systematic Botany from the Missouri Botanical Garden 54: [i]-xii, 1-190
- ----. Modern English Chinese Glossary for Taxonomic Pteridology. Missouri Botanical Garden, San Luis, Misuri. 2007. 222 pp. tapa blanda. ISBN 978-7-5416-2572-5
- ----. A Modern Multilingual Glossary for Taxonomic Pteridology. Pteridologia 3: The "American Fern Society", Inc. 2002. 263 pp. 270×190 mm, tapa dura. ISBN 0-933500-02-5. ISBN 978-0-933500-02-0.

## Honores

### Epónimos
- (Asteraceae) Fleischmannia lellingeri R.M.King & H.Rob.[1]
- (Asteraceae) Hebeclinium lellingeri R.M.King & H.Rob.[2]
- (Bromeliaceae) Guzmania lellingeri L.B.Sm. & Read[3]
- (Dennstaedtiaceae) Hypolepis lellingeri A.Rojas[4]
- (Lomariopsidaceae) Elaphoglossum lellingeri Mickel[5]
- (Lycopodiaceae) Huperzia lellingeri (Rolleri) Holub[6]
- (Lycopodiaceae) Lycopodium lellingeri Rolleri[7]
- (Pteridaceae) Pteris lellingeri A.R.Sm. & J.Prado[8]
- (Woodsiaceae) Diplazium lellingeri Pacheco[9]

- La abreviatura «Lellinger» se emplea para indicar a David Bruce Lellinger como autoridad en la descripción y clasificación científica de los vegetales.[10]